# Combate de Acheral
El Combate de Acheral, acaecido el 10 de octubre de 1975  en el Arroyo San Gabriel, a unos tres kilómetros de la localidad de Acheral, fue  uno de los  enfrentamientos del denominado  Operativo Independencia, la intervención lanzada por las Fuerzas Armadas argentinas con el objetivo de  aniquilar tanto a la incipiente guerrilla rural como al movimiento social tucumano en su conjunto.  
El combate fue entre elementos del Ejército Argentino y un grupo de la Compañía Ramón Rosa Jiménez del ERP.  Por parte del ejército argentino  participaron  26 efectivos de la fuerza de tareas Ibatín  (FT Ibatín) y varios pelotones menores ,además de  tres helicópteros UH-1H.  Se estiman que los militares argentinos  eran por lo menos  60.  El grupo del ERP se componía de 13 o 14 combatientes según fuentes militares. . Según Mario Santucho  se trataba de una escuadra del ERP  compuesta de 10 partisanos al mando de Jorge Gómez, alias teniente Chiquito.
El accionar del Ejército Argentino  fue cubierto de manera amplia por la revista Gente, que había enviado a dos de sus periodistas a Tucumán. El ejército tuvo doce bajas. Se trató del combate más importante de la campaña tomando en cuenta el número de bajas.   

## Trasfondo
Un año antes del combate, el ERP había tomado la localidad de Acheral, Departamento Monteros, copando la Comisaría, Oficina Telefónica, Estación Ferroviaria y rutas de acceso del pueblo de este modo  el PRT abría simbólicamente su frente rural. La respuesta fue por parte del gobierno el envío del comisario Villar que no logro encontrar a la compañía del ERP.  
El ataque fue en respuesta a las operaciones anti insurgencia en la región.
Un año después el ERP tomó conocimiento de que un camión de transporte militar circulaba a diario entre Acheral y Tafí del Valle, y se decidió emboscarlo el 7 de octubre de 1975. Ese día, mientras esperaban el paso del rodado, los combatientes de ERP detectaron un equipo militar y optaron por atacarlo. En la escaramuza murió un soldado y el sargento Sergio Rubén Estrada.
Por la madrugada del día 8 de octubre de 1975, el Ejército ejecutó una emboscada en el mismo lugar, muriendo un conscripto y por parte del ERP  el capitán Pablo (Jorge Carlos Molina). Durante las siguientes 48 horas, se produjeron otros dos enfrentamientos cerca del Ingenio Santa Lucía, en los que fueron muertos el capitán Aníbal (Oscar Asdrúbal Santucho) y el teniente Roberto (Manuel Negrín) ambos del ERP. 

## Desarrollo del combate
Mario Roberto Santucho había ordenado trasladar armamento hacia el Arroyo San Gabriel, por la Ruta 38, y entregarlo a un equipo de Logística Nacional, compuesto por trece guerrilleros. Supuestamente el grupo de combate del ERP que se encontraba en el cañaveral estaba esperando un cargamento o bien se estaban desplazando para retirarse.  
Hacia las 06:00 del día 10 de octubre de 1975, los guerrilleros fueron detectados escondiéndose en un cañaveral.  Un informante del ejército, un joven de 17 años que trabajaba en la zona, le dio aviso a la policía.  La información llegó a las 10:30 a un equipo de combate del ejército y este la retransmitió a sus superiores, quienes decidieron realizar una aproximación para explorar la zona.    Se enviaron  26 efectivos de la fuerza de tareas Ibatín  (FT Ibatín) y varios pelotones menores .Se ordenó  además el envío de tres helicópteros artillados. Los helicópteros se desplazaban  una velocidad de un nudo por hora, un casi vuelo casi estático, de modo que el viento de las aspas abriera el cañaveral a los efectos de detectar al grupo  guerrillero. 
A las 11:38, mientras  un helicóptero realizaba su tercera pasada a baja altura, aproximadamente 10 metros,  sobre el cañaveral, uno de los aparatos detectó a uno o dos miembros del ERP. En realidad eran cuatro individuos armados con FAL  en respuesta, intentaron derribarlo mediante fuego en automático . Vaciaron casi un cargador con lo cual se estima que dispararon unas 80 balas.   El fuego logró matar a uno de los dos ametralladores de puerta.  Se trataba del  cabo primero  José Anselmo  Ramírez, que además era mecánico.  El fuego logró  averiar el sistema eléctrico y el sistema hidráulico. Además la turbina recibió algunos disparos. El piloto, el capitán Armando Novel Valente,  fue  también herido por una esquirla de aluminio  y  ejecutó un aterrizaje de emergencia a 80 metros del lugar. En realidad la nave se desplomó al suelo  con lo cual los guerrilleros lograron derribar  el helicóptero.  Además del ametrallador y del piloto, resultó herido el jefe de unidad que recibió una esquirla en su rostro.  Viajaban también  jefe de regimiento , el capitán  Oscar Ramón Jaimet y un subteniente  del regimiento 19 que operaba la segunda ametralladora del helicóptero. Cuando la nave aterrizó o bien se desplomó salieron sus  pasajeros y abrieron fuego contra el cañaveral con las dos ametralladoras MAG provistas del helicóptero mientras que por radio solicitaron apoyo.
Mientras tanto, los efectivos en tierra  provenientes de Santa Lucía formaron un cerco y abrieron fuego. A las 12:00, un segundo helicóptero lanzó dos cohetes de 70 mm, incendiando el cañaveral. Se recibieron  21 soldados de refuerzo provenientes del Comando Táctico, hecho que permitió cerrar el cerco por el norte.  El general Acdel Vilas arribó en otro aparato una hora más tarde, acompañado por dos periodistas. El ametrallamiento y los ataques con cohetes continuaron hasta las 17:00. Tras otros dos pasajes en helicóptero y la llegada de refuerzos, comenzó una operación de rastrillaje.  Los helicópteros se retiraron a las 17 hs.  A eso de las 18 horas el combate había finalizado. Para las 19:00, doce guerrilleros del ERP habían sido muertos por las tropas de Acdel Vilas.  Uno de los combatientes del ERP logró escapar herido  pero fue capturado al día siguiente.  Según el relato de Oscar Jaimet los cadáveres no tenían identificación alguna. Los cadáveres fueron transportados en camiones Unimog para mostrarlos a la prensa.  Luego se los trasladó al hospital militar. 
Según relatos, un guerrillero que habría sobrevivido y logrado escapar fue detenido por una patrulla del Ejército esa misma noche.

## Bajas
La compañía Ramon Rosa Jiménez tuvo 12 muertos y un herido que fue capturado. Por parte del ejército argentino   murió un suboficial y dos helicópteros  fueron dañados. 

## Consecuencias
Entre el 15 y 16 de octubre de 1975, la Compañía de Monte Ramón Rosa  Jiménez del ERP  realizó un plenario en el que se resolvió la desconcentración masiva de sus miembros hacia las ciudades de Córdoba y Buenos Aires. El autor Juan Bautista Yofre afirma que este enfrentamiento marcó la derrota «casi definitiva» del frente rural de la guerrilla.